# Vrije Universiteit Brussel
La Vrije Universiteit Brussel (lett. "Libera università di Bruxelles") è un'università di lingua olandese con sede a Bruxelles, in Belgio.

## Storia
La storia della Vrije Universiteit Brussel è strettamente legata a quella del Belgio stesso. Al momento della dichiarazione di indipendenza del Belgio nel 1830, nelle città di Gand, Liegi e Lovanio esistevano tre università statali. A Bruxelles, la capitale del paese di recente costituzione, mancava un'università. Un gruppo di intellettuali attivi nei settori delle arti, della scienza e dell'educazione, tra i quali Auguste Baron e l'astronomo e matematico Adolphe Quetelet, sottolineò i vantaggi di un'università per la nuova capitale e il paese. Inizialmente desideravano l'istituzione di un'università statale, ma il governo belga mostrò poco entusiasmo a causa dell'onere finanziario di un'altra università statale.
Nel 1834 l'episcopato belga decise di istituire un'università cattolica a Mechelen al fine di riprendere l'influenza della Chiesa cattolica nell'istruzione accademica in Belgio e il governo belga intendeva chiudere l'università statale a Lovanio e donare gli edifici all'istituzione cattolica. I liberali in Belgio si opposero fortemente a questa decisione e proposero le loro idee per un'università a Bruxelles come alternativa all'istituzione cattolica. Allo stesso tempo, Auguste Baron era appena diventato membro della loggia massonica Les Amis Philantropes, così come un gran numero di altri intellettuali con idee illuministe. Baron riuscì a convincere Pierre-Théodore Verhaegen, presidente della loggia, a sostenere l'idea di una nuova università. Il 24 giugno 1834, Verhaegen presentò il suo piano di istituzione di una università libera.
Dopo aver ricevuto finanziamenti sufficienti tra i sostenitori, l'Université libre de Bruxelles fu inaugurata il 20 novembre 1834, nella sala gotica del municipio di Bruxelles. Dopo la sua istituzione, l'Université libre di Bruxelles affrontò momenti difficili, dato che al tempo non riceveva sovvenzioni dal governo; gli eventi annuali di raccolta di fondi e le tasse di iscrizione erano l'unico mezzo di sostentamento finanziario.

### La scissione
Nel corso dell'Ottocento, i corsi all'Université libre de Bruxelles erano tenuti esclusivamente in francese, ovvero la lingua della classe superiore del Belgio di quel momento. Tuttavia, la popolazione di lingua olandese che chiedeva più diritti in Belgio di conseguenza dal 1935 alcuni corsi iniziarono a essere tenuti in olandese presso la Facoltà di Giurisprudenza. Solo nel 1963 tutte le facoltà offrivano corsi anche in olandese. Il 1º ottobre 1969 l'università fu infine divisa in due istituti gemelli: la francese Université Libre di Bruxelles e l'olandese Vrije Universiteit Brussel. Questa divisione divenne ufficiale con la legge del 28 maggio 1970 del parlamento belga, la quale sanciva le due università quali entità giuridiche distinte.

## Struttura
La struttura organizzativa principale della Vrije Universiteit Brussel è la sua divisione nelle seguenti facoltà:
- Educazione fisica e fisioterapia
- Giurisprudenza e criminologia
- Ingegneria
- Lettere e filosofia
- Medicina e farmacia
- Psicologia e Scienze dell'Educazione
- Scienze e bioingegneria
- Scienze economiche e sociali e Solvay business school

Tutti i programmi sono insegnati in olandese e cinquantanove di essi anche in inglese. L'università riceve finanziamenti significativi dal governo fiammingo, altre importanti fonti di finanziamento sono le sovvenzioni per progetti di ricerca, borse di studio dei membri accademici, ricavi dalla cooperazioni con l'industria e, in misura minore, le tasse di studio.

### Campus
L'ateneo dispone di cinque campus:
- Bruxelles City[6]

- Bruxelles humanities di Ixelles[7]
- Bruxelles health di Jette[8]
- Bruxelles technology di Anderlecht[9]
- Bruxelles photonics di Gooik[10]